# Neidenfels

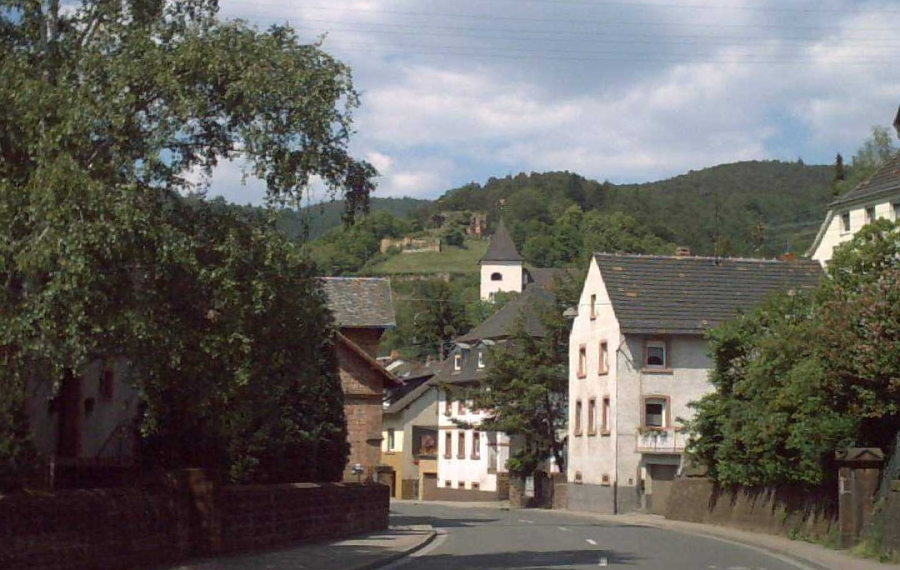
Neidenfels, Ortsansicht

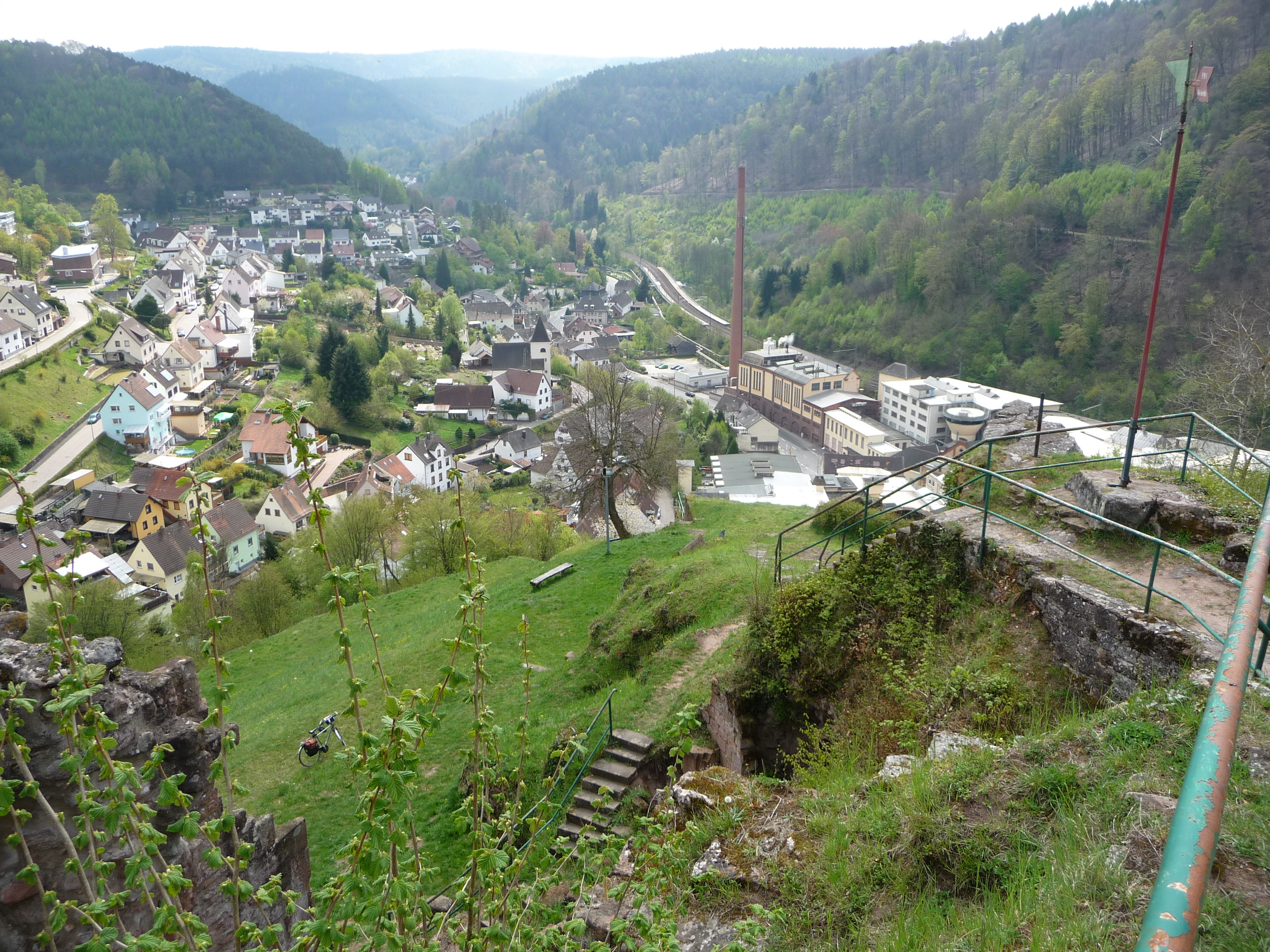
Ortsbild

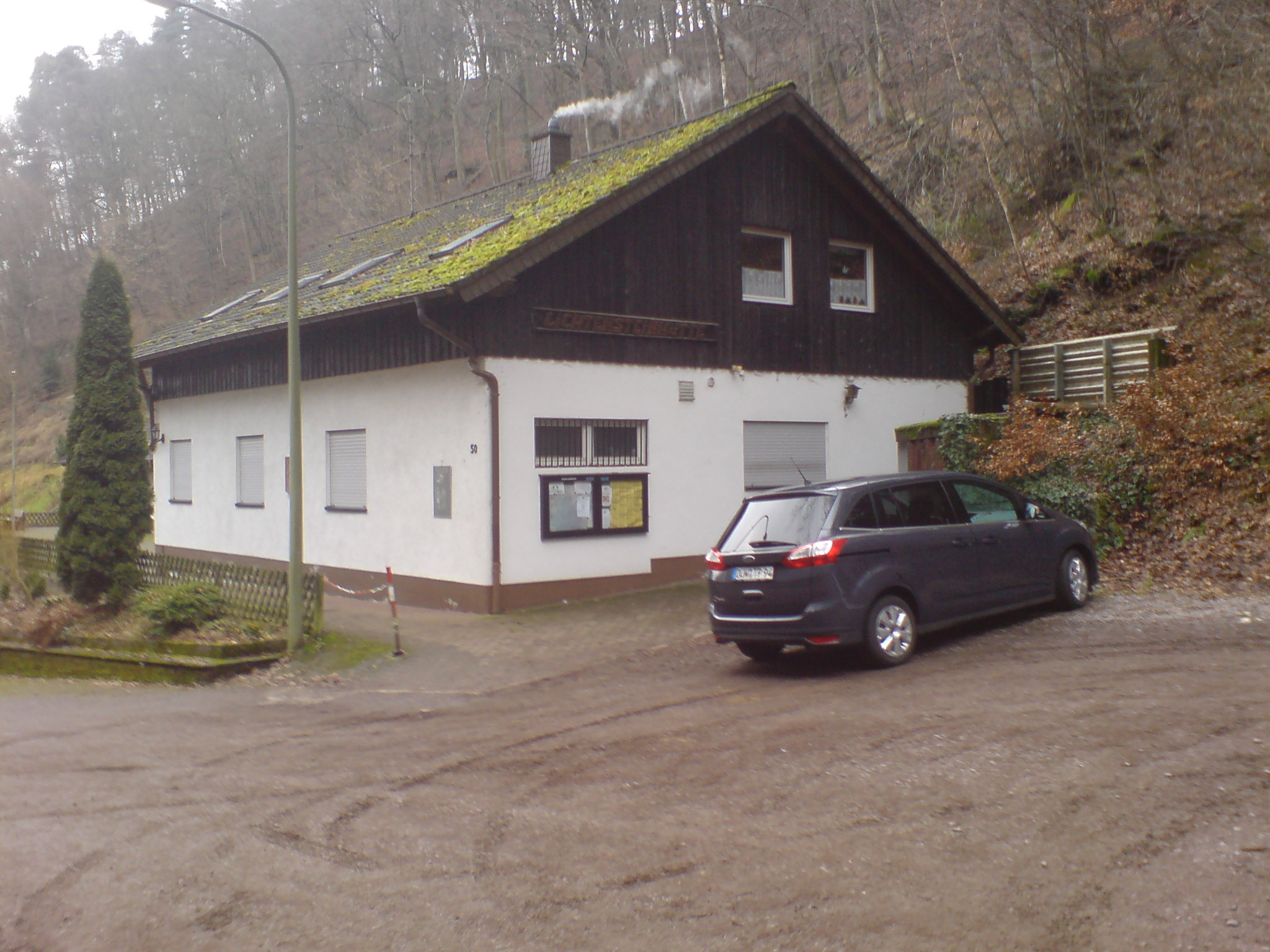
Lichtensteinhütte

Neidenfels ist eine Ortsgemeinde im Landkreis Bad Dürkheim in Rheinland-Pfalz. Sie gehört der Verbandsgemeinde Lambrecht (Pfalz) an, innerhalb derer sie gemessen an der Einwohnerzahl die kleinste Ortsgemeinde darstellt. Aufgrund der vor Ort ansässigen Papierindustrie wird sie oft als „Papiermacherdorf“ bezeichnet.

## Geographie

### Lage
Neidenfels liegt mitten im Pfälzerwald  zwischen Neustadt an der Weinstraße und Kaiserslautern im sogenannten Neustadter Tal. Zu Neidenfels gehört der Wohnplatz Fabriksiedlung Neumühle. Nachbargemeinden sind im Uhrzeigersinn Bad Dürkheim, Wachenheim an der Weinstraße, Deidesheim, Frankeneck und Weidenthal.

### Erhebungen und Gewässer
Durch die Gemarkung fließt der Hochspeyerbach in Nordwest-Südost-Richtung und passiert dabei den westlichen Siedlungsrand. Sein linker Nebenfluss Retschbach bildet auf fast seiner gesamten Länge die Grenze zu Weidenthal. Im Nordosten des Gemeindegebiets erhebt sich der 460 Meter hohe Schlossberg. Ganz im Norden an der Grenze zu Bad Dürkheim befindet sich die 521,1 Meter messende Hohe Loog mit ihrem südwestlichen Ausläufer Lichtensteiner Berg und weiter östlich im Gemeindedreieck Neidenfels/Weidenthal/Bad Dürkheim der 553 Meter hohe Salweidenkopf. Im äußersten Westen an der Grenze zu Weidenthal und Frankeneck erstreckt sich der 405 Meter hohe Kleine Pflasterberg.

## Geschichte
Neidenfels entstand Anfang des 15. Jahrhunderts im Schutz der Burg Niedenfels, die irgendwann Burg Neidenfels genannt wurde und die bereits 1330 vom Pfalzgraf bei Rhein Rudolf II. errichtet wurde.
Das Dorf Neidenfels gehörte bis zum Ende des 18. Jahrhunderts zum kurpfälzischen Oberamt Neustadt. Im Jahr 1794 wurde das linke Rheinufers im Ersten Koalitionskrieg besetzt. Von 1798 bis 1814 gehörte Neidenfels zum Kanton Neustadt im Departement Donnersberg.
Von 1798 bis 1814, als die Pfalz Teil der Französischen Republik (bis 1804) und anschließend Teil des Napoleonischen Kaiserreichs war, war Neidenfels in den Kanton Neustadt (Donnersberg) eingegliedert und unterstand der Mairie Esthal. Aufgrund der auf dem Wiener Kongress getroffenen Vereinbarungen kam das Gebiet im Juni 1815 zunächst zu Österreich und wurde 1816 auf der Grundlage eines Staatsvertrags an das Königreich Bayern abgetreten. Von 1817 bis 1862 gehörte die Gemeinde, dem Landkommissariat Neustadt an; aus diesem ging das Bezirksamt Neustadt hervor, ab 1939 Landkreises Neustadt an der Weinstraße.
Nach dem Zweiten Weltkrieg wurde der Ort innerhalb der französischen Besatzungszone ein Teil des Regierungsbezirks Pfalz im damals neu gebildeten Land Rheinland-Pfalz. Im Zuge der ersten rheinland-pfälzischen Verwaltungsreform wechselte der Ort 1969 in den neu geschaffenen Landkreis Bad Dürkheim. Drei Jahre später wurde Neidenfels ein Bestandteil der ebenfalls neu entstandenen Verbandsgemeinde Lambrecht (Pfalz).

## Religion

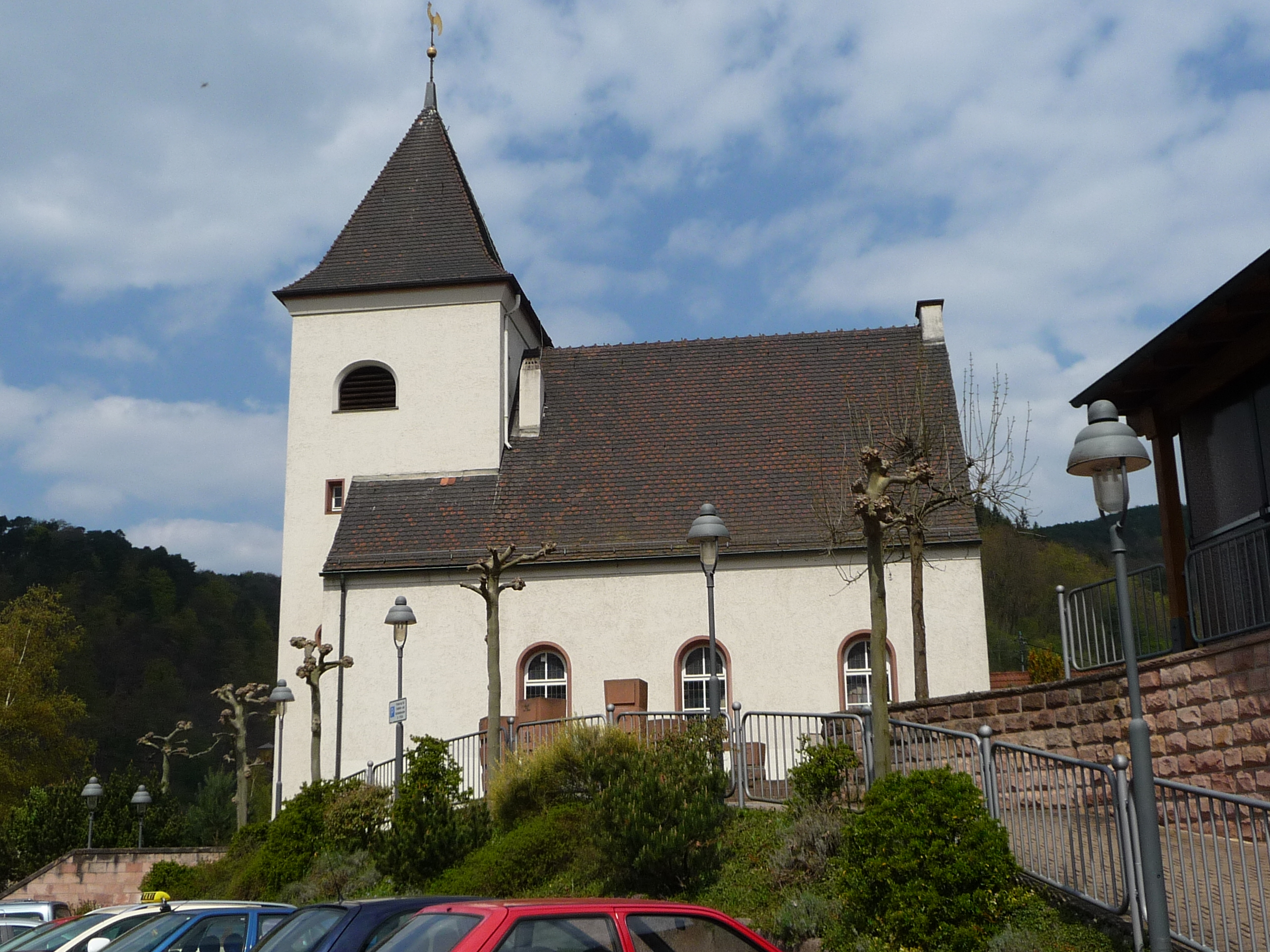
Protestantische Kirche

2013 waren 41,6 Prozent der Einwohner evangelisch und 38,4 Prozent katholisch. Die übrigen gehörten einer anderen Religion an oder waren konfessionslos. Vor Ort gibt es eine protestantische Kirche sowie die katholische Pfarrkirche St. Josef.

## Politik

### Gemeinderat
Der Gemeinderat in Neidenfels besteht aus zwölf Ratsmitgliedern, die bei der Kommunalwahl am 9. Juni 2024 in einer personalisierten Verhältniswahl gewählt wurden, und der ehrenamtlichen Ortsbürgermeisterin als Vorsitzender.
Die Sitzverteilung im Gemeinderat:
| Wahl | SPD | CDU | Gesamt   |
| ---- | --- | --- | -------- |
| 2024 | 4   | 8   | 12 Sitze |
| 2019 | 4   | 8   | 12 Sitze |
| 2014 | 4   | 8   | 12 Sitze |
| 2009 | 5   | 7   | 12 Sitze |
| 2004 | 7   | 5   | 12 Sitze |

### Bürgermeister
Ortsbürgermeisterin ist Sybille Höchel (CDU). Bei der Direktwahl am 26. Mai 2019 wurde sie mit einem Stimmenanteil von 87,17 % in ihrem Amt bestätigt. Bei der Direktwahl am 9. Juni 2024 setzte sie sich mit 84,2 % gegen eine Mitbewerberin durch und wurde damit für weitere fünf Jahre in ihrem Amt bestätigt.

### Wappen
| Wappen von Neidenfels | Blasonierung: „In Rot ein steinernes silbernes Haus in Vorderansicht mit Treppengiebel.“                                                            |
| Wappen von Neidenfels | Wappenbegründung: Es wurde 1971 von der Bezirksregierung Neustadt genehmigt und verweist redend auf das Geschlecht der Steinhauser von Neidenstein. |

## Kultur und Sehenswürdigkeiten

### Kulturdenkmäler

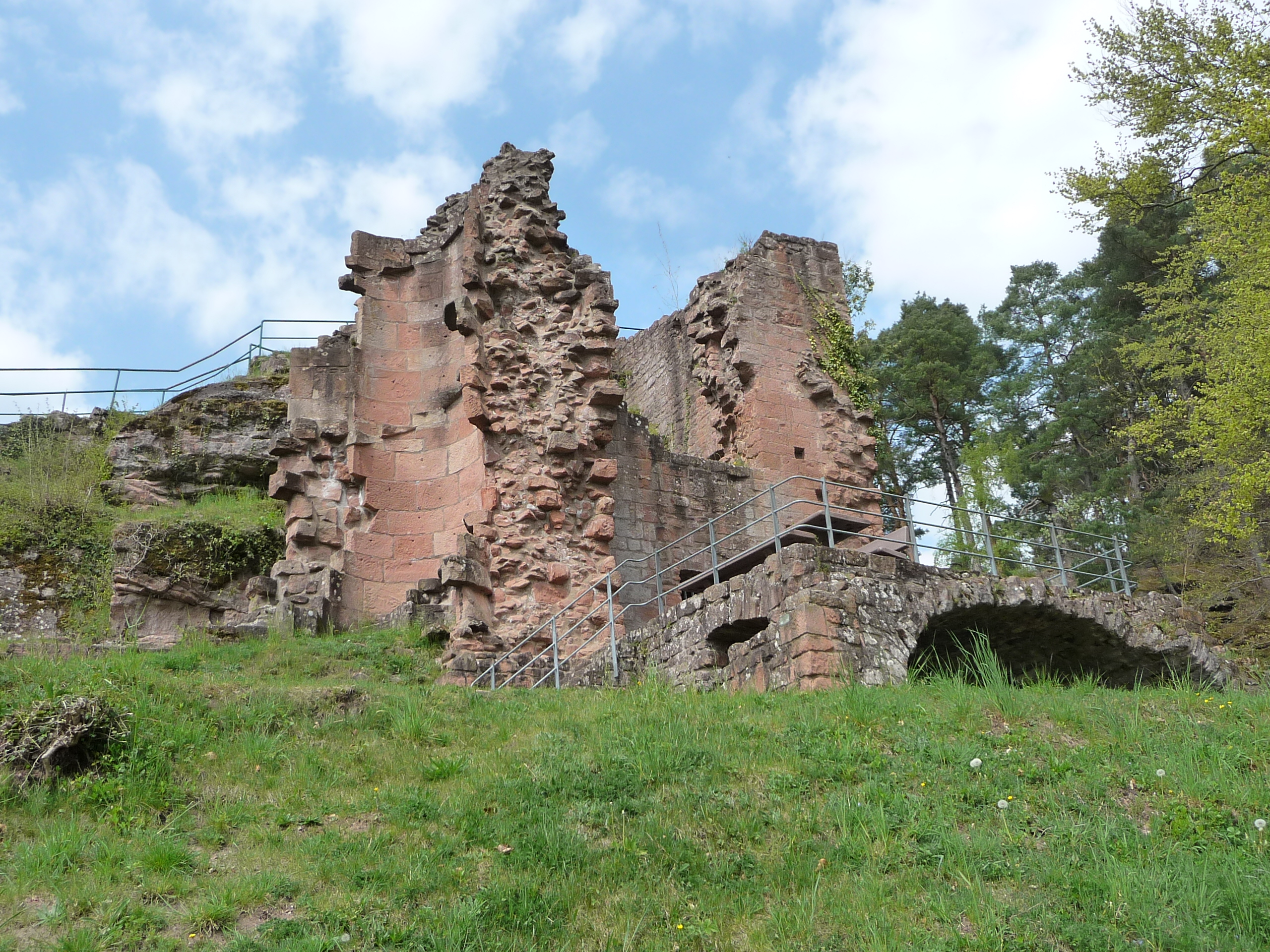
Ruine der Burg Neidenfels

Über dem Ort befinden sich die Ruinen der Burgen Neidenfels aus dem 14. Jahrhundert und Lichtenstein, die beide als Denkmalzonen ausgewiesen sind. Hinzu kommen insgesamt elf Einzeldenkmäler.

### Natur
Mit dem Neidenfels nördlich der gleichnamigen Burgruine befindet sich vor Ort ein Naturdenkmal. In der Nähe von Neidenfels, jedoch bereits auf Gemarkung von Bad Dürkheim, liegt das Felsplateau Drachenfels, das von Neidenfels aus über Wanderwege erreicht werden kann.

## Wirtschaft und Infrastruktur

### Wirtschaft

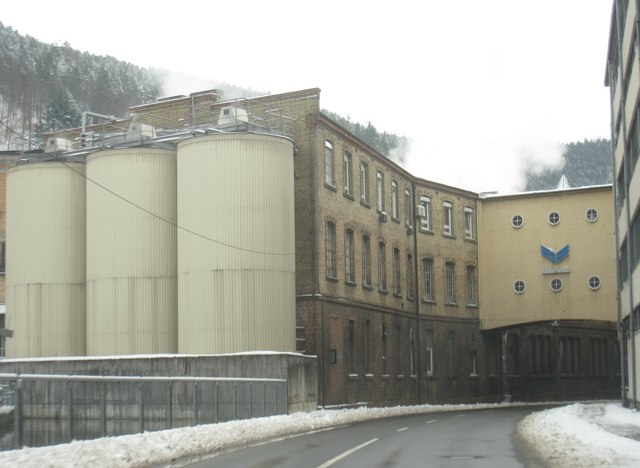
Papierfabrik Glatz

Im Ort befindet sich die Papierfabrik Glatz. Neidenfels war zeitweise Standort einer Filzfabrik, die ab 1881 zu den Vereinigten Filzfabriken gehörte sowie der Maschinenfabrik Hemmer. Auf dem Hochspeyerbach wurde früher Trift betrieben.

### Verkehr

#### Straße
Durch Neidenfels verläuft die Bundesstraße 39.

#### Schiene
Neidenfels besitzt einen Haltepunkt an der Bahnstrecke Mannheim–Saarbrücken. An ihm halten die Züge der S-Bahn Rhein-Neckar. Die Linien S1 und S2 stellen im 30-Minuten-Takt direkte Verbindungen nach Kaiserslautern und Homburg im Westen und Neustadt an der Weinstraße, Ludwigshafen am Rhein, Mannheim sowie Heidelberg im Osten her. Er befindet sich am südlichen Ortsrand von Neidenfels innerhalb einer S-Kurve und gehört zur Preisklasse 6. Seine Inbetriebnahme fand am 31. Januar 1998 statt. Bereits im 19. Jahrhundert gab es entsprechende Bestrebungen, jedoch verwies die Bahnverwaltung auf das Gefälle der Strecke in diesem Bereich, das das Bremsen der Züge erschwerte.
Bereits wenige Jahre nach Inbetriebnahme der S-Bahn Rhein-Neckar im Jahr 2003 mussten aufgrund der hohen Nachfrage zwischen Neustadt und Kaiserslautern Züge in Dreifachtraktion verkehren. Aufgrund der geringen Bahnsteiglänge konnten sie zunächst nicht in Neidenfels halten. Aus diesem Grund wurden 2010 die Bahnsteige innerhalb von fünf Monaten in Richtung Norden auf insgesamt 210 Meter verlängert. Die Eröffnung fand im November des Jahres statt.
Die Bahnstrecke passiert im Gemeindegebiet den 92 Meter langen Lichtensteiner Kopf-Tunnel sowie den 196 Meter langen Retschbach-Tunnel. Die Papierfabrik Glatz besitzt ein Anschlussgleis. Neidenfels gehört zum Tarifgebiet des Verkehrsverbunds Rhein-Neckar.

### Tourismus
Der Ort liegt an der Route zweier Wanderwege, von denen der eine mit einem grün-weißen Balken und der andere mit einem roten Balken markiert ist. In Neidenfels steht die vom Pfälzerwald-Verein betriebene Lichtensteinhütte.

## Persönlichkeiten

### Ehrenbürger
- Phillip Karch
- Julius Glatz, Industrieller, Gründer der Papierfabrik Glatz, erhielt wegen seiner „Verdienste um die Gemeinde“ die Ehrenbürgerwürde.[13]
- Werner Lautensack (* 1945), Politiker (SPD), ehemaliger Ortsbürgermeister, wurde aufgrund seines Engagements für die Gemeinde – beispielsweise Errichtung des Bahnhaltepunktes – sowie für die Verbandsgemeinde Lambrecht 2011 zum Ehrenbürger ernannt.[14]

### Söhne und Töchter der Gemeinde
- Theodor Spaeth (1833–1911), Jurist und Politiker (NLP)
- Karl Nachtigall (1875–nach 1934), Verwaltungsjurist und Bezirksoberamtmann

### Personen die vor Ort gewirkt haben
- Hans Haehnle (1838–1909),  Unternehmer und Politiker, kaufte 1881 die örtliche Filzfabrik
- Friedrich Müller (1865–1941),  Maschinenbauingenieur, arbeitete ab 1888 bei der Maschinenfabrik Hemmer
- Albert Boßlet (1880–1957), Architekt, baute von 1937 bis 1939 die Pfarrkirche St. Josef
- Dominik Schmitt (* 1983), Künstler, wuchs vor Ort auf